# Gizela Piotrowska
Gizela Piotrowska (ur. w 1932, zm. w 2003) – polska aktorka teatralna i filmowa

## Życiorys
W latach 1950–1959 była aktorką Teatru Ziemi Pomorskiej w Toruniu. Następnie grała w Poznaniu na scenach: Teatru Satyry (1959-1962) i Teatru PPIE (1963) oraz w Olsztynie na deskach Teatru im. Stefana Jaracza (1966). Przez kolejne lata była członkinią zespołu Teatru Ziemi Pomorskiej w Grudziądzu (1968-1987).
W 1953 roku stworzyła swoją jedyną kreację filmową, grając główną rolę Zofii Lipińskiej w filmie "Sprawa do załatwienia" (reż. Jan Rybkowski, Jan Fethke).
W 1971 roku otrzymała "Złotą Maskę" w plebiscycie czytelników bydgoskiego Dziennika Wieczornego, natomiast w 1985 roku została uhonorowana Nagrodą Prezydenta Miasta Grudziądza.
Po 1982 roku wyszła za mąż za Tadeusza Żuchniewskiego.